# Доцца
До́цца (итал. Dozza) —  коммуна в Италии, располагается в регионе Эмилия-Романья, подчиняется административному центру Болонья.
По данным Национального института статистики, население коммуны составляет, на 01.01.2023 года, 6582 человека, плотность населения ─ 271,63 чел./км². Занимает площадь 24,23 км². Почтовый индекс — 40060. Телефонный код — 0542.
В коммуне особо почитаются образы Пресвятой Богородицы: Beata Virgine del Calanco (Dozza) и S. Maria del Carmine (Toscanella). Празднование во вторник после Троицына дня.

## Администрация коммуны
Главой коммуны является мэр Лука Альбертацци (итал. Luca Albertazzi), с 28 мая 2019 года